# HD 200266
HD 200266，又名CP-76 1473，SAO 257887、HR 8052，是一颗恒星，视星等为6.58，位于銀經316.7，銀緯-34.23，其B1900.0坐标为赤經20h 57m 15.3s，赤緯-76° -34.23′ 40″。